# Kojima Mitsuaki
Mitsuaki Kojima (sinh ngày 14 tháng 7 năm 1968) là một cầu thủ bóng đá người Nhật Bản.

## Sự nghiệp câu lạc bộ
Mitsuaki Kojima đã từng chơi cho Fujitsu, Sanfrecce Hiroshima và Avispa Fukuoka.